# Yoann Paillot
Yoann Paillot (Angoulême, 28 de mayo de 1991) es un ciclista francés que forma parte del equipo Morbihan Fybolia GOA.

## Palmarés
2011 (como aficionado)
- Campeonato Europeo Contrarreloj sub-23

2012 (como aficionado)
- 3.º en el Campeonato de Francia Contrarreloj

2013 (como aficionado)
- Campeón en contrarreloj de los Juegos Mediterráneos
- 2.º en el Campeonato Mundial Contrarreloj sub-23

2016 (como aficionado)
- Boucle de l'Artois, más 1 etapa
- 1 etapa de la Kreiz Breizh Elites

2017 (como aficionado)
- 2.º en el Campeonato de Francia Contrarreloj

## Equipos
- La Pomme Marseille stagiaire (2012)
- La Pomme Marseille (2013-2015)
  - La Pomme Marseille (2013)
  - Team La Pomme Marseille 13 (2014)
  - Marseille 13 KTM (2015)
- Océane Top 16 amateur (2016-2017)
- Saint Michel-Auber93 (2018-2022)
- Morbihan Fybolia GOA amateur (2023)